# Stationspiraten

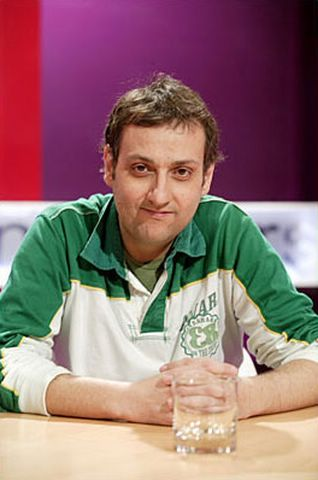
Albert Espinosa

Der Film Stationspiraten von Michael Schaerer ist eine Schweizer Neuverfilmung des spanischen Films Planta 4ª (2003, Antonio Mercero) aus dem Jahr 2010.
Die Geschichte basiert auf dem teilweise autobiografischen Theaterstück Los Pelones von Albert Espinosa und handelt von fünf Jugendlichen auf der Krebsstation eines Spitals.

## Hintergrund
Espinosa verbrachte aufgrund seiner Krebserkrankung einen grossen Teil seiner Jugend im Spital und verlor ein Bein. Aus dieser Geschichte schrieb er später ein Drehbuch.

Stationspiraten ist keine Geschichte über den Kampf gegen den Tod. Diesen Kampf verlieren wir eh. Nein, es ist eine Geschichte, die vom bewussten Leben erzählt. Die von der Chance erzählt, sich des Lebens bewusst zu werden.

## Rezeption
Der Film wurde mehrfach mit Awards ausgezeichnet und von der Kritik gut aufgenommen. Die Krebsliga Schweiz verlieh Regisseur Michael Schaerer 2012 den Anerkennungspreis, mit dem Personen oder Organisationen ausgezeichnet werden, die sich für die Verbesserung der Situation von Patienten einsetzen.

### Kritiken
„Ein sehr intensiv und überzeugend gespielter Film nach einem autobiografisch gefärbten Theaterstück, der sein Thema mit dem nötigen Ernst behandelt, ohne bleischwer zu sein. Der Film erzählt nicht nur vom Kampf gegen den Tod, sondern plädiert für ein bewusstes Leben.“

## Auszeichnungen
- 2010: Zurich Film Festival – Publikumspreis (Audience Award)
- 2011: Schweizer Filmpreis – (Bester Darsteller) für Scherwin Amini
- 2011: Max Ophüls Festival Saarbrücken – Preis der Jugendjury
- 2011: Internationales Filmfest Emden-Norderney – Bernhard-Wicki-Preis, 3. Rang
- 2011: Internationalen Filmfest Emden-Norderney – EZetera Filmpreis an Scherwin Amini
- 2012: Internationales Film-Festival „Shaken Stars“ in Almaty (Kasachstan) – Hauptpreis